# Dimmockia marylandica
Dimmockia marylandica är en stekelart som beskrevs av Girault 1920. Dimmockia marylandica ingår i släktet Dimmockia och familjen finglanssteklar. Inga underarter finns listade i Catalogue of Life.